# 베이징 남역 (지하철)
베이징 남역(중국어: 北京南站)은 중국 베이징시 펑타이구 위안먼 가도의 베이징 남역 지하에 위치한 베이징 지하철 4호선과 14호선의 환승역이다. 2009년 9월 28일에 운영을 개시하였다.
이 역의 14호선은 2021년 12월 30일까지 베이징 지하철 14호선 동부 구간의 서쪽 종착역이었다가 2021년 12월 31일, 14호선 잔여 구간이 개통되면서 이 역은 14호선의 중간역이 되었다.
2011년 6월 30일 징후 고속철도 개통 이후 4호선 베이징 남역의 승하차량이 크게 증가했다. 2011년 7월 18일 자료에 따르면, 4호선의 일일 평균 승객 수는 97만명이며, 베이징 남역의 일일 평균 승객 수는 12만명에 달한다.

## 역 구조
대합실은 베이징 남역 지하 1층 종합 환승 통로 중앙에 위치하고 있으며, 지하 2층은 4호선 승강장, 지하 3층은 14호선 승강장이다. 두 노선 모두 1면 2선 섬식 승강장의 구조를 채택했다. 4호선 역은 정남과 정북 방향으로 달리는 형태로 지상 철도와 대각선으로 교차하며, 14호선 역은 지상 철도와 평행하게 서남 - 북동 방향으로 운행한다. 두 선은 대각선으로 교차하여 승강장 중앙의 계단으로 연결된다.
초기 설계 및 건설 기간으로 인해 베이징 남역 예정 플랫폼의 길이가 짧아 두 노선의 차량 연장에 병목 현상이 발생하기도 했다.

### 층별 구조
| 지하 1층 대합실 층     | 출입구                          | 보안 검색대, 자동 발권기, 고객센터      |
| 지하 2층 4호선 승강장  | ←                               | ■ 4호선 안허차오베이 방면 (타오란팅)    |
| 지하 2층 4호선 승강장  | 섬식 승강장, 왼쪽 출입문이 열림 |                                         |
| 지하 2층 4호선 승강장  | →                               | ■ 4호선 톈궁위안 방면 (다싱선) (마자푸) |
| 지하 3층 14호선 승강장 | ←                               | ■ 14호선 장궈좡 방면 (징펑먼)           |
| 지하 3층 14호선 승강장 | 섬식 승강장, 왼쪽 출입문이 열림 |                                         |
| 지하 3층 14호선 승강장 | →                               | ■ 16호선 산거좡 방면 (융딩먼와이)       |

## 출입구
베이징 남역 지하철 유료 구역 표지판에는 북쪽 대합실 출입구가 A출입구, 남쪽 대합실 출입구가 C출입구로 표시되어 있으며, 동쪽과 서쪽은 각각 B1, B2, D출입구로 표시되어 있다.
|                              | |      |  |
|                              | |      |  |
| 출구                         | 출구 인근 | 사진 |  |
| ■ 4호선 ■ 14호선 역사와 연결 | |      |  |
| 出口 · A                     | 기차역, 베이징 - 상하이 고속도로, 1 - 11번 개찰구, 베이징 남역 지하층, 베이징 남역 매표소, 북광장 버스 허브, 융딩먼 장거리 버스 정류장, 베이징 신차오 외국어 학교, 베이징 남역 역전 파출소, 중국우편, 웨슈청(悦秀城) |      |  |
| 出口 · B · 1                 | 기차역 쾌속 승차장 입구, 동쪽 출구 |      |  |
| 出口 · B · 2                 | 4호선, 14호선 |      |  |
| 出口 · C                     | 기차역, 징진 인터시티 공항, 개찰구 12 - 24, 베이징 남역 지하층, 베이징 남역 매표소, 남광장 버스 허브, 시뤄위안 유치원, 양차오 학교, 베이징 신체검사 센터, 시뤄위안 파출소, 양차오 파출소                             |      |  |
| 出口 · D                     | 4호선, 14호선 |      |  |

- 베이징 남역 지하철 남쪽 출입구 (2013년 9월 촬영)
- 베이징 남역 지하철역 대합실 (2021년 5월 촬영)
- 14호선 승강장 천장 (2015년 12월 촬영)